# Johnson Parker-Smith
Johnson Parker-Smith, né en 1882 à Chelford et mort le 13 juillet 1926 à Marple (en), est un joueur britannique de crosse.

## Biographie
Johnson Parker-Smith, joueur du South Manchester Lacrosse Club, fait partie de l'équipe nationale britannique médaillée d'argent aux Jeux olympiques d'été de 1908 à Londres. Les Britanniques perdent le seul match de la compétition contre les Canadiens sur le score de 14 à 10.